# Pyramica kichijo
Pyramica kichijo är en myrart som först beskrevs av Terayama, Lin och Wu 1996.  Pyramica kichijo ingår i släktet Pyramica och familjen myror. Inga underarter finns listade i Catalogue of Life.